# Pouteria beauvisagea
Pouteria beauvisagea là một loài thực vật có hoa trong họ Hồng xiêm. Loài này được ined. miêu tả khoa học đầu tiên.